# Élections générales espagnoles de 1891
Les élections générales espagnoles de 1891 sont les élections à Cortès célébrées le 1er février 1891, au cours de la régence de Marie-Christine d'Autriche, pour élire les 399 sièges du Congrès des députés et 180 des 360 sièges du Sénat.
Il s’agit des cinquièmes élections sous l’égide de la Constitution de 1876, dans le cadre du régime de la Restauration, et des premières élections de la Restauration faisant suite à l’approbation du suffrage universel masculin par le gouvernement libéral de Sagasta l'année précédente, qui sont donc marquées par une augmentation considérable du nombre de votants, passant de 800 000 à 4 800 000.
Comme cela restera habituel jusqu’aux dernières années de la Restauration bourbonienne, elles donnent une écrasante majorité au parti du gouvernement, dans ce cas le Parti libéral-conservateur (« Parti conservateur ») d’Antonio Cánovas del Castillo, qui remporte 253 sièges au Congrès.

## Résultats
Les données sur la participation au scrutin sont inconnues.
La large majorité du parti gouvernemental s’explique par une fraude électorale massive contrôlée grâce au caciquisme caractéristique du régime de la Restauration.
| Parti / faction            | Députés |
| -------------------------- | ------- |
| Conservateurs et assimilés | 253     |
| Liberaux                   | 74      |
| Coalition républicaine     | 31      |
| Réformistes                | 9       |
| Martistes                  | 8       |
| Carlistes et intégristes   | 7       |
| Cassolistes                | 1       |
| Non identifiés             | 16      |